# Região Geográfica Imediata de Balsas
A Região Geográfica Imediata de Balsas é uma das 22 regiões imediatas do estado brasileiro do Maranhão, uma das 4 regiões imediatas que compõem a Região Geográfica Intermediária de Imperatriz e uma das 509 regiões imediatas no Brasil, criadas pelo IBGE em 2017. É composta de 12 municípios, abrangendo a Chapada das Mangabeiras, a Chapada das Mesas e o Alto Parnaíba.

## Municípios
| Região geográfica imediata | Código | Municípios                   |
| -------------------------- | ------ | ---------------------------- |
| Balsas                     | 210022 | Alto Parnaíba                |
| Balsas                     | 210022 | Balsas                       |
| Balsas                     | 210022 | Carolina                     |
| Balsas                     | 210022 | Feira Nova do Maranhão       |
| Balsas                     | 210022 | Fortaleza dos Nogueiras      |
| Balsas                     | 210022 | Loreto                       |
| Balsas                     | 210022 | Nova Colinas                 |
| Balsas                     | 210022 | Riachão                      |
| Balsas                     | 210022 | Sambaíba                     |
| Balsas                     | 210022 | São Félix de Balsas          |
| Balsas                     | 210022 | São Raimundo das Mangabeiras |
| Balsas                     | 210022 | Tasso Fragoso                |